# Belair (Fluggesellschaft)
Belair Airlines war eine aus der Balair hervorgegangene Schweizer Fluggesellschaft mit Sitz in Opfikon und Basis auf dem Flughafen Zürich. Sie war ein Tochterunternehmen der Air Berlin PLC und operierte unter deren Marke. Belair meldete im August 2018 Insolvenz an und war somit die letzte Fluggesellschaft der Airberlingroup die Insolvenz anmeldete.

## Geschichte

### Gründung

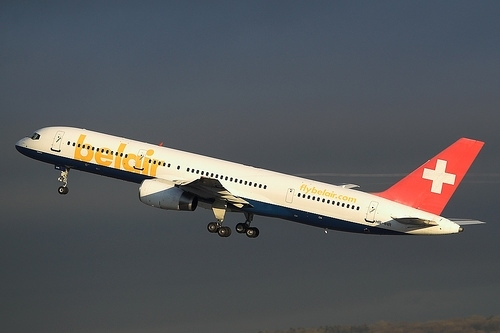
Eine Boeing 757-200 der Belair Anfang 2007

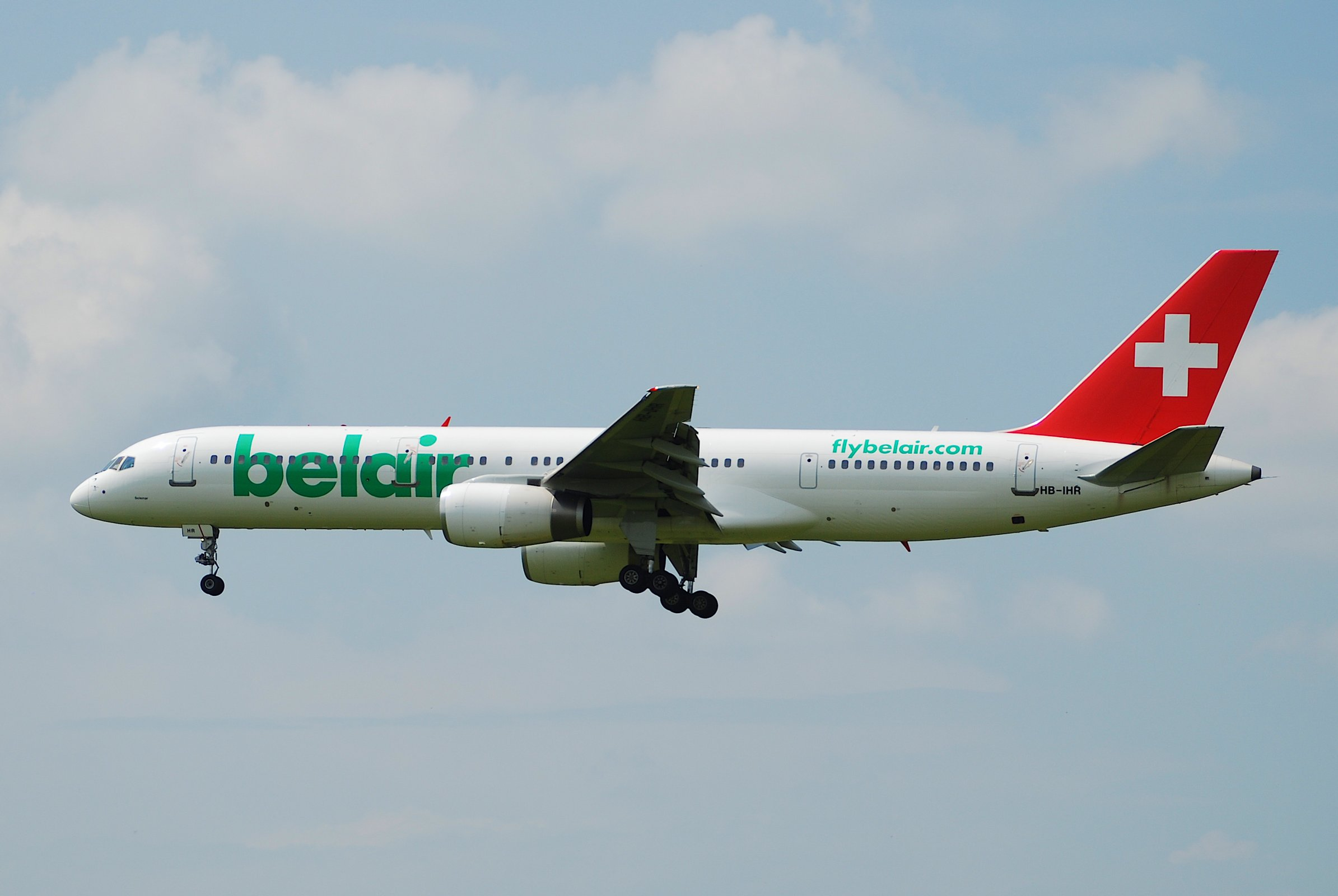
Eine Boeing der Belair in neuerer Variante der Bemalung Mitte 2007

Mit dem Ende der Swissair im Herbst 2001 war auch das Ende der Chartergesellschaft Balair eingeläutet. Am 5. Oktober 2001 landete der letzte Balair-Flug in Zürich. Der Reisekonzern Hotelplan gründete am 16. Oktober 2001 die Charterfluggesellschaft Belair Airlines. Die beiden Boeing 757 der Balair, die Hotelplan gehörten, wurden in die neue Fluggesellschaft verlegt. Wegen der nur geringen Namensänderung wurden beide Flugzeuge mit kleinem Aufwand provisorisch umlackiert und von Balair 120 Angestellte übernommen.
Am 3. November 2001 hoben die Flugzeuge zum ersten kommerziellen Flug der Belair ab. Die Flüge der beiden Maschinen flogen hauptsächlich zu Badeorten am Mittelmeer und in Nordafrika. Neben den beiden Boeing 757-200 (HB-IHR und HB-IHS) wurde wieder eine Boeing 767-300ER (HB-ISE) für Langstrecken geleast.
Neben den Ferienflügen dienten die Belair-767 mehrfach der Rückführung von Reisenden aus Krisengebieten, nach Naturkatastrophen oder Anschlägen. In Zusammenarbeit mit der Rega wurde die Boeing 757 HB-IHR so umkonzipiert, dass sie als Rettungsflugzeug eingesetzt werden könnte. Somit bildete Belair eine Partnerschaft mit der Rega im Bereich Auslandsrückholung.

### Übernahme durch Air Berlin

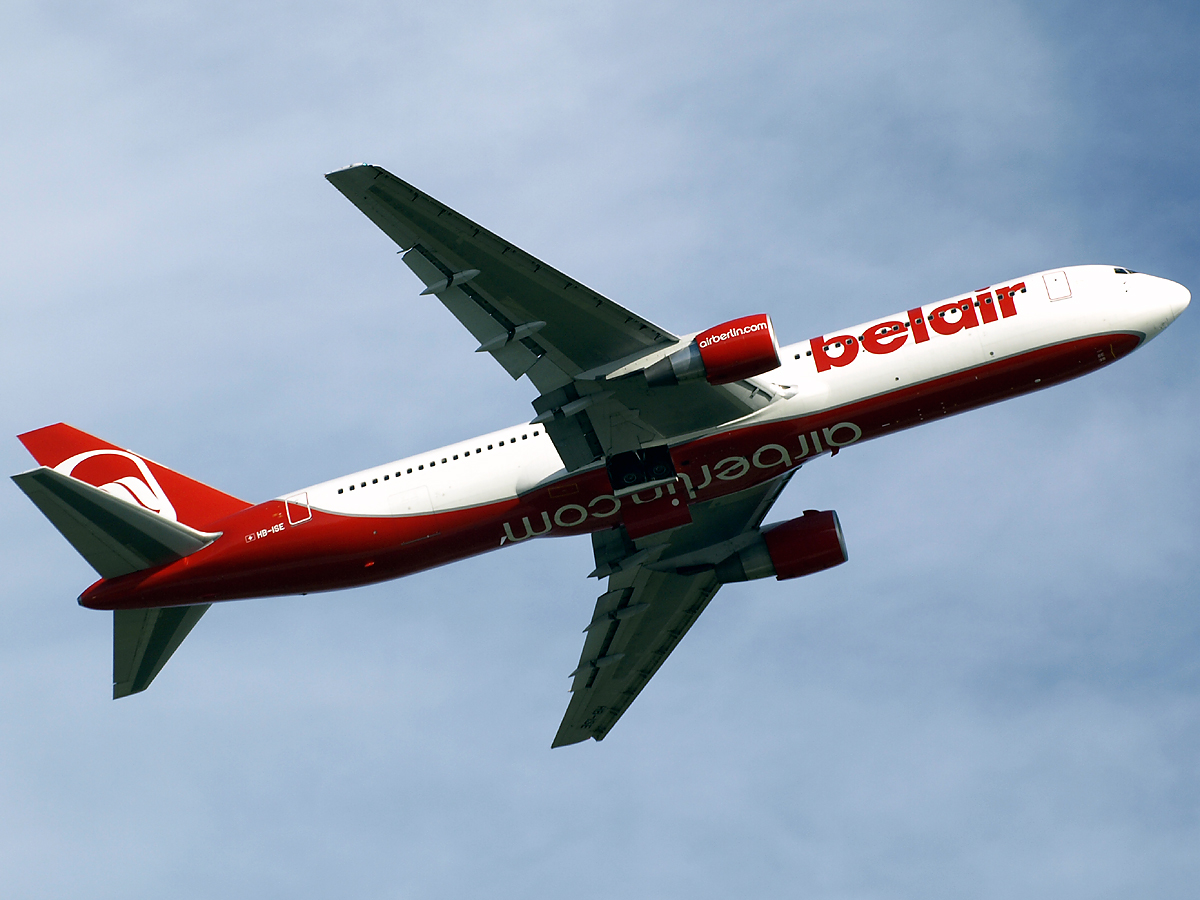
Eine frühere Boeing 767-300ER der Belair in abgewandelter Air-Berlin-Bemalung

Seit dem 1. November 2007 bestand mit Air Berlin eine strategische Partnerschaft, in der sich Air Berlin bis 2009 schrittweise mit bis zu 49 Prozent am Unternehmen beteiligte. Air Berlin vergrösserte die Präsenz in der Schweiz und den Hotelplan-Kunden stand ein grösseres Flugangebot zur Verfügung. Deshalb wurden die Boeing 757 in die Air-Berlin-Farben umlackiert und in deren Flotte integriert. Seit Oktober 2009 verfügt Air Berlin volle Kontrolle über Belair.
Die Boeing 757-200ER sowie die Boeing 767-300ER wurden bis November 2009 ausgemustert. Seither existiert Belair nicht mehr als Marke und dient nur noch als Firmenname. Sämtliche Flüge werden unter der Marke Air Berlin durchgeführt. Die Corps der ehemaligen Air Berlin Switzerland (Air-Berlin-Piloten), der CHS Switzerland (Air-Berlin-Flugbegleiter) sowie der Belair wurden auf den 1. Januar 2010 in der Belair Airlines AG zusammengefasst. Viele Flugbegleiter haben das Unternehmen nach dem Wegfall der Langstrecke verlassen.
Am 13. Januar 2017 bestätigte das Unternehmen vorerst, dass man im Zuge der Air-Berlin-Umstrukturierung den Betrieb Ende März 2017 einstellen würde, Anfang März wurde bekannt, dass man den Betrieb vorerst bis zum 31. Oktober 2017 aufrechterhalten wolle. Die Flotte sollte im Zuge dessen durch vier Airbus A321-200 von der Air Berlin ersetzt werden, die schließlich mit der angedachten Weitergabe an Niki im Winter 2017/18 die Betriebseinstellung der Belair einleiten sollten. Nach der Insolvenz von Air Berlin im August 2017 war von einem Investor die Rede, der aus der Belair wieder eine Balair formen wollte. Dies wäre aber ohnehin ohne Flugzeuge passiert, da Belair keine Flugzeuge besass.
Nach der Einstellung des Betriebs von Air Berlin am 27. Oktober 2017 stellte auch die Belair ihren Flugbetrieb ein; die Liquidation der Gesellschaft wurde eingeleitet. Der bis dahin anvisierte Verkauf des Unternehmens wurde von Seiten der Air Berlin wegen Bedenken im Hinblick auf die eigene Insolvenz und eine damit einhergehende, drohende Insolvenz der Belair abgesagt. Die zu diesem Zeitpunkt noch betriebenen vier Maschinen werden in die Flotte der Niki Luftfahrt überführt.
Aufgrund der Komplexität der Insolvenz war vorerst keine Übernahme durch einen Investor möglich.
Die Beteiligungsgesellschaft sbc AG aus Düsseldorf, Deutschland, übernahm am 15. Januar 2018 die Schweizer Belair Airlines aus der Insolvenz von Air Berlin. Mitte August 2018 wurde aber die endgültige Insolvenz erklärt und ein Neustart der Fluggesellschaft abgesagt.

## Flugziele
Belair flog im Namen von Air Berlin unterschiedliche Ziele innerhalb deren Streckennetzes ab Zürich und Basel an. Ziele waren hauptsächlich Urlaubsziele rund um das Mittelmeer sowie in Ägypten und auf den Kanaren. Flüge innerhalb der EU wurden mit Flugnummer der Air Berlin (AB) durchgeführt, Flüge ausserhalb der EU waren mit einer 4T-Flugnummer der Belair unterwegs.

## Flotte

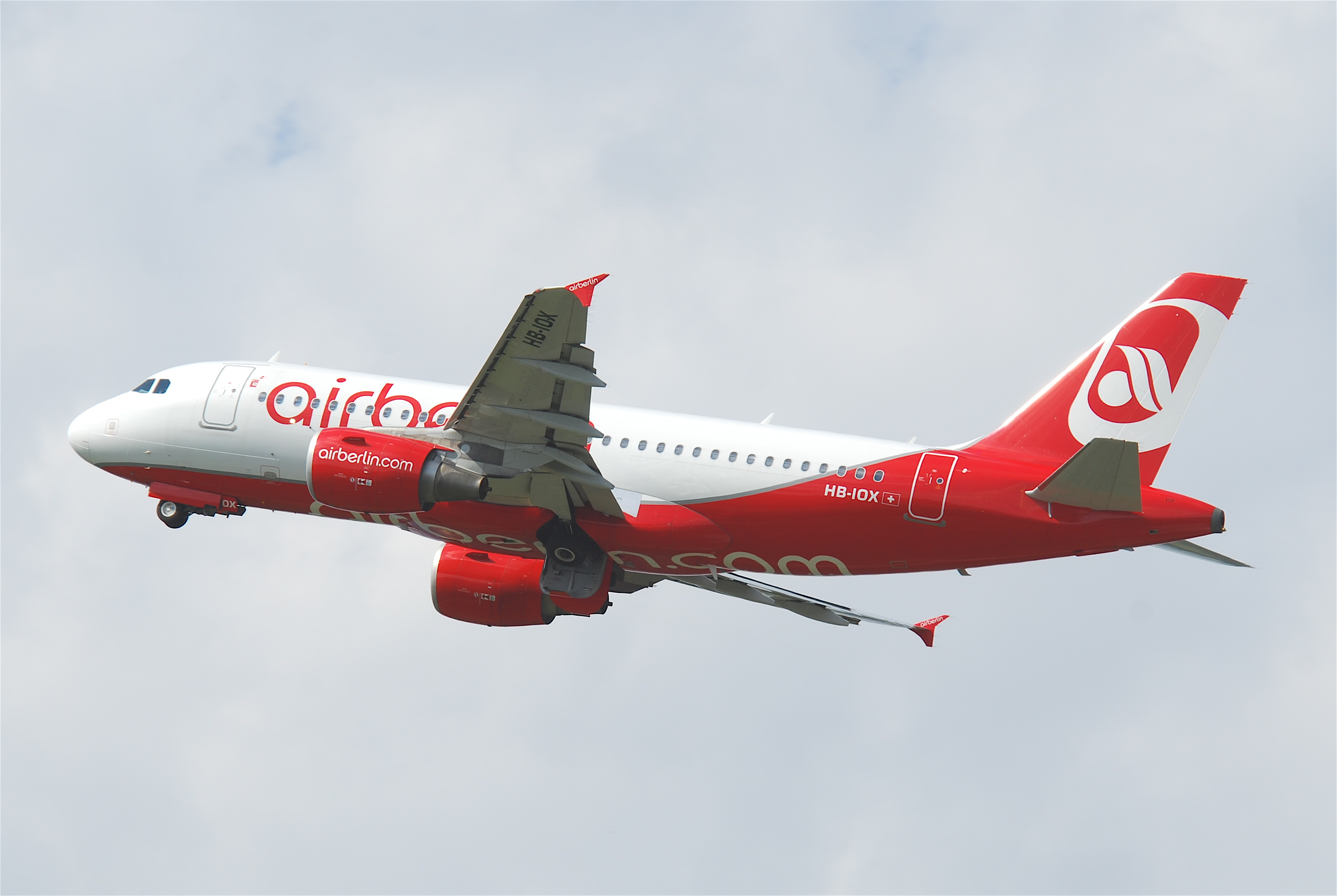
Ein Airbus A319-100 der Belair im Markenauftritt der Air Berlin, zu erkennen am Schweizer Kennzeichen

Zur Betriebseinstellung gegen Ende Oktober 2017 setzte sich die im Markenauftritt der Air Berlin und Niki betriebene Flotte der Belair aus vier Flugzeugen zusammen:
| Flugzeugtyp     | aktiv | bestellt | Anmerkungen              | Sitzplätze | Durchschnittsalter |
| --------------- | ----- | -------- | ------------------------ | ---------- | ------------------ |
| Airbus A320-200 | 1     | –        | betrieben für Air Berlin | 180        | 7,7 Jahre          |
| Airbus A321-200 | 3     | –        | betrieben für Niki       | 212        | 2,5 Jahre          |
| Gesamt          | 4     |          |                          |            | 3,8 Jahre          |